# Fałszywe oskarżenie o wykorzystywanie seksualne dzieci
Fałszywe oskarżenie o wykorzystywanie seksualne dzieci – oskarżenie, że dana osoba popełniła jeden lub więcej aktów wykorzystywania seksualnego dzieci, podczas gdy w rzeczywistości nie doszło do zarzucanego jej czynu. Oskarżenie takie może zostać wniesione przez domniemaną ofiarę lub przez inną osobę w jej imieniu. Badania dotyczące odnotowanego w latach 90. XX w. odsetka zarzutów dotyczących wykorzystywania seksualnego dzieci wskazują, że ogólny odsetek fałszywych oskarżeń wynosił w tym czasie około 10%.
Badania wykazały, że spośród zarzutów uznanych za fałszywe, tylko niewielka część oskarżeń pochodziła od dzieci; większość fałszywych zarzutów pochodziła od osoby dorosłej wnoszącej oskarżenia w imieniu dziecka, jak również znaczna większość z nich miała miejsce w kontekście rozwodów i walk o opiekę nad dzieckiem.
Innym możliwym motywem jest zemsta osoby składającej zarzut przeciwko oskarżonemu. Istnieją również dowody na to, że motyw fałszywych zarzutów mogą stanowić systemy wypłacania odszkodowań rzekomym ofiarom i/lub ich rodzicom wtenczas, gdy za jedyne dowody mogą służyć zeznania rzekomych ofiar.

## Typy
W przypadku braku wystarczających dowodów potwierdzających ustalenie, czy oskarżenie jest prawdziwe czy fałszywe, określa się je jako nieuzasadnione lub bezpodstawne. Oskarżenia uznane za fałszywe na podstawie dowodów potwierdzających można podzielić na trzy kategorie:
- Zarzut, który jest całkowicie nieprawdziwy, ponieważ rzekome wydarzenia nie miały miejsca; Można to zrobić, aby wrócić do nauczyciela lub pracodawcy, który odmówił im oceny za pracę zaliczeniową, podwyżkę wynagrodzenia lub awans. Mogło to być również dokonane w celu wymuszenia lub szantażu[1].
- Zarzut, który opisuje wydarzenia, które miały miejsce, ale zostały popełnione przez osobę, która nie jest oskarżona i w których oskarżony jest niewinny. Kiedy zarzut tego rodzaju stawia dziecko, określa się go jako zastąpienie sprawcy (ang. perpetrator substitution)[1];
- Zarzut, który jest częściowo prawdziwy, a częściowo fałszywy, ponieważ miesza opisy zdarzeń, które rzeczywiście miały miejsce, z innymi zdarzeniami, które nie miały miejsca[1].

Fałszywy zarzut może pojawić się w wyniku umyślnego kłamstwa oskarżyciela lub nieumyślnie, w wyniku konfabulacji powstałej spontanicznie z powodu choroby psychicznej lub wynikającej z umyślnego lub przypadkowego sugerowanego przesłuchania, a także uczenia dziecka lub wadliwych technik przesłuchiwania. Badacze Poole i Lindsay zasugerowali w 1997 r. zastosowanie oddzielnych etykiet do tych dwóch pojęć, proponując użycie terminu fałszywe oskarżenie w szczególności wtedy, gdy oskarżyciel jest świadomy, że kłamie, oraz fałszywe podejrzenie w odniesieniu do szerszego zakresu fałszywych oskarżeń, w które mogło być zaangażowane przesłuchanie sugestywne.
Fałszywe oskarżenia mogą być podsycane, zaostrzane lub utrwalane przez funkcjonariuszy organów ścigania, pracowników placówek opiekuńczych lub prokuratury, którzy są przekonani o winie oskarżonego. Niepotwierdzenie dowodów może prowadzić do dysonansu poznawczego ze strony tych osób, a także do celowych lub nieświadomych prób rozwiązania dysonansu poprzez ignorowanie, dyskontowanie lub nawet niszczenie dowodów. Po podjęciu jakichkolwiek kroków w celu uzasadnienia decyzji o winie oskarżonego, urzędnikowi staje się bardzo trudno zaakceptować niepotwierdzające dowody, co może być kontynuowane w trakcie apelacji, ponownego procesu lub jakichkolwiek innych działań mających na celu ponowne rozpatrzenie wyroku.

## Częstotliwość występowania
Zaprzeczanie wykorzystywania seksualnego dzieci przez oskarżonego lub przez inne osoby jest powszechne, a jego prawdziwość nie jest łatwa do zaakceptowania (chociaż taka odmowa nigdy nie powinna być interpretowana jako dowód winy).
Wskaźniki zgłaszania mogą być również znacznie niższe od rzeczywistych wskaźników wykorzystywania, ponieważ wiele pokrzywdzonych nie ujawnia swojego wykorzystywania, co może prowadzić do nadreprezentacji fałszywych zarzutów ze względu na niedokładne oszacowanie rzeczywistych przypadków wykorzystywania. Spośród milionów doniesień o seksualnym wykorzystywaniu dzieci składanych każdego roku do państwowych agencji ochrony w Stanach Zjednoczonych (w tym zarówno uzasadnionych, jak i nieuzasadnionych doniesień), nie ma formalnego ustalenia, jaka część z nich stanowi fałszywe zarzuty. Wyniki wielu badań przeprowadzonych w latach 1987–1995 sugerowały, że odsetek fałszywych oskarżeń wahał się od 6% do poziomu 35% zgłaszanych przypadków seksualnego wykorzystywania dzieci. Eksperci argumentowali, że przyczyną szerokiego zakresu różnic w tych wskaźnikach były różne kryteria stosowane w różnych badaniach. W szczególności niższy wskaźnik został stwierdzony w badaniach, w których fałszywe zarzuty były oparte na celowym kłamstwie, podczas gdy wyższy wskaźnik został zgłoszony w badaniach, w których dodano również niezamierzone fałszywe zarzuty wynikające z sugestywnego przesłuchania. Metaanaliza z 1992 r. pokazała, że fałszywe zarzuty stanowią od 2% do 10% wszystkich zarzutów.
Fałszywe doniesienia są częściej spotykane w sporach dotyczących pozbawienia wolności. Dzieci rzadko wydają się formułować fałszywe doniesienia z własnej woli, ale będą formułować fałszywe doniesienia, jeżeli te będą sugerowane przez osoby, które uważają, że doszło do znęcania się, ale odmawiają uznania twierdzeń dzieci, jako że nie były one wykorzystywane. Fałszywe doniesienia mogą również powstawać w wyniku fałszywych wspomnień, niekiedy zaszczepianych przez wątpliwe praktyki terapeutyczne.
Nieprawdziwe zarzuty dotyczące domniemanych pokrzywdzonych dzieci nie mogą ograniczać się do wykorzystywania seksualnego. Wybitna brytyjska neuropatolog dziecięca, dr Waney Squier, pojawiła się na pierwszych stronach gazet w 2011 r., stwierdzając, że połowa lub nawet więcej z tych, którzy zostali w przeszłości postawieni przed sądem za zespół dziecka potrząsanego, została niesłusznie skazana.
Fałszywe wycofanie oskarżenia przez dzieci, które były maltretowane, wynika z jednego lub kilku powodów: ze wstydu lub zażenowania, z obawy przed odesłaniem do domu zastępczego, z powodu reakcji dorosłych prowadzących do poczucia, że ich zachowanie było „niewłaściwe” lub „złe”, z chęci ochrony sprawcy, który może być bliskim członkiem rodziny, z obawy przed zniszczeniem rodziny, z obawy, że dorosły członek rodziny będzie nalegał, aby dziecko wycofało oskarżenie itd. Fałszywe wycofanie oskarżenia występuje rzadziej, gdy dziecko otrzymuje na czas odpowiednie wsparcie po przedstawieniu zarzutu.

## Wpływ zmian na badania prawne w Wielkiej Brytanii
Według grupy wsparcia Falsely Accused Carers and Teachers (FACT), w 2000 r. odsetek skazanych za rzekome wykorzystywanie seksualne dzieci wynosił 90%, w porównaniu z zaledwie 9% w przypadkach gwałtów na dorosłych. W 1991 r. wyrok Izby Lordów w sprawie Director of Public Prosecutions versus P znacznie obniżył barierę w dopuszczeniu podobnych dowodów faktycznych na skłonność do popełnienia przestępstwa. To, w połączeniu z policyjną praktyką tzw. „wleczenia” (ang. trawling), czyli wizyt funkcjonariuszy policji od drzwi do drzwi w domach i zapytań ws. ofiar molestowania dzieci oraz możliwość uzyskania odszkodowania pieniężnego, stworzyło możliwości i zachętę do popełnienia fałszywych zarzutów.
Zwykle oskarżenie o przestępstwo karne musi zostać uzasadnione lub obalone: jeśli świadek oskarżający kogoś o wykorzystywanie seksualne był wystarczająco wiarygodny lub mógł przedstawić dowody potwierdzające, wówczas sprawca zostałby skazany. Do 1991 r. wielokrotne zarzuty wobec tej samej osoby można było uznać za wzajemnie się potwierdzające tylko wtedy, gdy istniały uderzające podobieństwa między zarzucanymi przestępstwami, wskazujące na podpis (ang. signature) przestępcy i odrębny sposób działania. Ale wyrok usunął tę ochronę. W efekcie sądy zaakceptowały ideę potwierdzania objętości (ang. corroboration by volume).
W 2002 r. Home Affairs Select Committee (czwarte sprawozdanie, 2001/2), która zajmowała się policyjnymi praktykami w zakresie wleczenia i odniosła się do ogromnych trudności, z jakimi borykają się osoby oskarżone o wykorzystywanie seksualne dzieci, zaleciła przywrócenie wymogu, aby podobne dowody faktyczne były powiązane z uderzającymi podobieństwami w sprawach dotyczących zarzutów o wykorzystywanie dzieci w przeszłości. Zalecenie to było jednak sprzeczne z rządową białą księgą „Sprawiedliwość dla wszystkich” (ang. Justice For All) z 2002, w której zaproponowano dalsze obniżanie progu dopuszczalności podobnych dowodów faktycznych. Rząd Wielkiej Brytanii odrzucił to zalecenie.

## Wpływ na dziecko i na fałszywie oskarżonego
Oskarżenia o wykorzystywanie seksualne dzieci mogą być z natury rzeczy traumatyczne dla dziecka, gdy są fałszywe. Osoby fałszywie oskarżone o wykorzystywanie seksualne dzieci często napotykają na wiele problemów. Charakter popełnionego na nich przestępstwa często wywołuje u nich przytłaczające poczucie zdrady. W sprawach o wysokim stopniu nagłośnienia opinia publiczna ma silną tendencję do zakładania winy oskarżonego, co prowadzi do bardzo poważnego społecznego napiętnowania. Oskarżony, nawet jeśli zostanie uniewinniony, ryzykuje wyrzuceniem z pracy, utratą przyjaciół i innych związków, uszkodzeniem majątku i nękaniem przez tych, którzy uważają go za winnego.